# Джакко Макакко

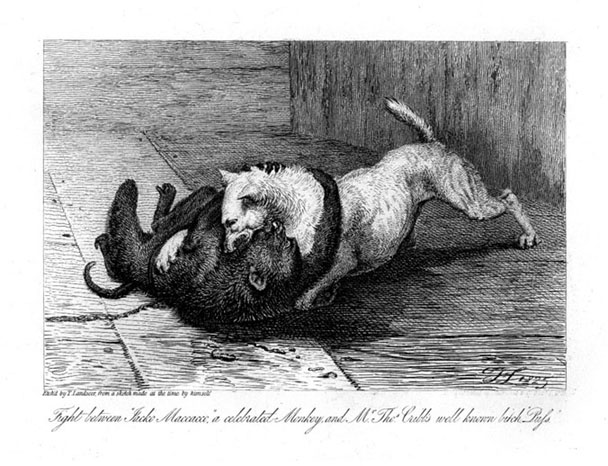
Малюнок Лендсира, що зображує сутичку між Джакко Макакко і Пуссі

Джакко Макакко (англ. Jacco Macacco) — бойова мавпа (можливо, хоча і навряд чи, людиноподібна), яка брала участь в боях з мавпячим цькуванням на арені Вестмінстер-Піт в Лондоні на початку 1820-х років. Він досяг деякої ступені популярності серед спортивної громадськості внаслідок можливого встановлення рекорду перемог у боях проти собак, але справжню популярність серед широкої публіки отримав завдяки зображенню в популярній літературі, творах мистецтва і згадках в цитатах з промов члена парламенту Річарда Мартіна, ініціатора кампанії по захисту прав тварин. Найвідоміший бій Джакко проти не менш відомої суки тер'єра на прізвисько Пуссі, ймовірно, поклав кінець його кар'єрі: він, можливо, помер в результаті травм, отриманих під час матчу, або внаслідок пов'язаної з ними хвороби пізніше.

## Історія
Найбільш докладні відомості про Джакко виходять з «других рук» або беллетризированих джерел. У «Картинах спортивного життя і персонажів» (1860 рік) Вільям Пітт Леннокс дає докладний звіт про кар'єру Джакко: він був висаджений в Портсмуті, де бився з собаками на ряді місцевих спортивних арен, перш ніж був придбаний спортивним імпресаріо з Лондона і доставлений в Хокстон, де він продовжив свою кар'єру, б'ючись на аренах Чик-Лейн і Тотенхем-Корт-Роад, заробивши одне з його прізвиськ — «хокстонська мавпа». Леннокс пише, що після того, як він покусав господаря, він був проданий власнику Вестмінстер Піт, Чарльзу Ейстропу. Незважаючи на те, що він вже володів певною популярністю, у Вестмінстер-Піт бої з участю Джакко почали залучати глядачів з вищих верств суспільства, і на його бої робилися значні ставки. Ейстроп дає дещо інші відомості про історію Джакко. У заяві, опублікованій у 1825 році, він стверджував, що Джакко належав матросу, який тримав його у себе протягом трьох років. Джакко завжди був дуже спокійним, але в один прекрасний день раптом став агресивним, коли йому на блюдце піднесли молока - він серйозно поранив три пальці матроса. Матрос продав його срібних справ майстра на прізвище Картер з Хокстона. Картер навчив Джакко безлічі трюків, але зважаючи на те, що мавпа була дуже агресивною, Картеру довелося купити великий лист заліза, щоб використовувати його як щит, коли він підходив до нього. Картер зрештою втомився від постійних спроб Джакко напасти на нього і відвів мавпу в сусідню місцевість, де виставив проти нього собаку. Джакко переміг цю собаку, потім другу собаку, а після цього бився з собакою бійцівської породи в Бетнал-Грін. Коли він переміг і цю собаку, його репутація почала зростати і бої за його участю почали проводитися в Вестмінстер-Піт.
Льюїс Стрендж Уїнгфілд (1842-1891) писав у своєму романі 1883 року Abigail Rowe: a Chronicle of the Regency про рекламу бою вартістю в сотні гіней між Джакко і «знаменитим белчерским псом Трасті». Пірс Еган також писав про бій між «феноменальною мавпою» і собакою у своїй популярній серії пригодницьких оповідань про персонажів Тома і Джері в різних спортивних місцях під назвою Scenes from London Life. Незважаючи на те, що розповідь Егана про візит Тома і Джері в Вестмінстер-Піт, щоб подивитися бій між Джакко і собакою, викладений досить докладно і супроводжується гарним малюнком відомого художника Джорджа Крукшенка, це гумористична фантастика, і, хоча вона і може бути заснована на реальних подіях, не можна судити, наскільки точно описаний бій.

Можна зробити висновок, що мав місце принаймні один поєдинок між Джакко і не менш відомої сукою тер'єра на прізвисько Пусс, яка належала колишньому боксеру Того Криббу. Різні джерела про сутичці і її результати суперечать один одному: обидва тварин, можливо, зустрічалися в двобої більше одного разу, тому повідомлення можуть стосуватися різних боїв. Ейрстоп вказує дату проведення бою як 13 червня 1821 року. Леннокс розповідає про умови бою, про які він повідомляє, що була зроблена ставка у п'ятдесят фунтів на те, що Пусс зможе вбити Джакко, або протриматися п'ять хвилин проти нього (що майже вдвічі перевищує за тривалістю час, що будь-який попередній противник Джакко міг протриматися проти нього), а також пише про Джакко як про переможця, хоча він не надав відомостей про остаточну долю собаки. Томас Лендсир створив власний ескіз поєдинку між «Джако Макакко, знаменитої „мавпою“, і відомої сукою містера Томаса Крибба Пуссі», який показує двох воюючих зчеплених і рвущими один одному глотки. Річард Мартін, член парламенту від Голуею, який був відомий як «Людяний Дік» за благодійність і постійні спроби ввести закон, який поліпшує поводження з тваринами, виступив з палкою промовою в парламенті в 1822 році при введенні закону про попередження жорстокого поводження з кіньми, великою рогатою худобою і вівцями (його попередні спроби в 1821 році зазнали поразки в Палаті лордів). Він стверджував, що бачив плакат, що рекламує бій між Джакко і Пусс:
Джакко Макакко, знаменита мавпа, буде сьогодні битися з білої сукою Тома Кріббса, Пусс. Джакко провів багато боїв з деякими з відомих собак і переміг їх всіх, і він тому здатний боротися з будь-якою собакою в Англії, що важить в два рази більше за нього.
Результатом, за словами Мартіна, стало те, що після бою, який тривав півгодини, у собаки була розірвана сонна артерія, а в Джакко відірвана щелепу, що стало причиною смерті обох тварин протягом двох годин. Законопроєкт Мартіна пройшов, але пізніше його звіти про акти жорстокого поводження з тваринами були оскаржені в парламенті. Захищений парламентської привілеєм (різновидом депутатської недоторканності), він не міг бути звинувачений у брехні, але противники зуміли дискредитувати деякі з його тверджень про акти жорстокості. Мартін також переглянув своє повідомлення про підсумки поєдинку між Джакко і Пуссі, коли він використовував цей бій як приклад жорстокості у промові 1824 року, заявивши, що собака була вбита, але, хоча щелепу мавпи була відірвана, Джакко не отримав жодної допомоги, йому дозволили нудитися в муках».
Версія Мартіна про смерть Джакко була оскаржена власником Вестмінстер-Піт, який стверджував, що Джакко переміг Пуссі за дві з половиною хвилини (хоча і не покалічив її смертельно) і помер через 15 місяців від не пов'язаного з боями захворювання. За інформацією від Ейстропа, після смерті з тіла Джакко було зроблено опудало і продано містера Шоу з Мітчем-Коммон, що було б неможливим, якби щелепа мавпи була відірвана. Розповідь Грантлі Берклі в книзі My Life and Recollections  також суперечить історії Мартіна. Берклі заявив, що він був на арені в ніч, коли проходив бій, і бачив, як Тому Крибб підозрілим чином стискав голову собаки перед початком бою. Коли собака стала вільна, вона негайно наскочило на мавпу і позбавила Джакко можливості дати відсіч. Незважаючи на це, собака виявилася сильно поранена і повільно слабшала від втрати крові. Крики із залу зрештою призвели до того, що результатом бою була оголошена нічия, і два суперники були розділені. Берклі зрозумів, що Крибб порізав собаку, перш ніж бій почався, і це було підтверджено нераскаявшимся Криббом, який стверджував, що це було зроблено з метою надати глядачам гарне шоу. Існує ймовірність, що ці два тварин билися двічі: зберігся плакат 1821 року рекламував матч між Джакко і 19-фунтової сукою, який повинен був відбутися 27 листопада 1821 року, і посилався на поєдинок між Джакко і Пуссі, який вже мав місце.

## Рекорди і стиль боротьби

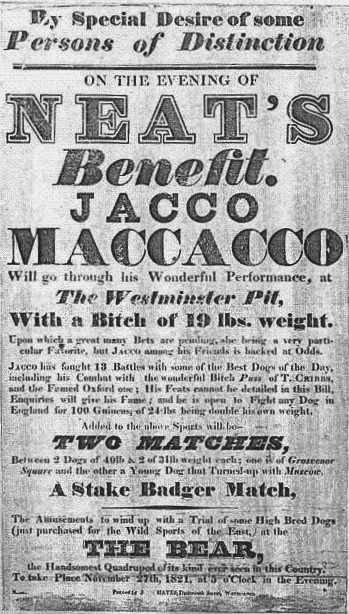
Афіша, сповіщає про матчі між Джакко і 19-фунтової сукою (1821). Крім поєдинку Джакко, анонсовані собачі бої, цькування борсука[en] і знаменита вестмінстер-питская цькування ведмедя.

Джакко, за повідомленнями, важив від 10 до 12 фунтів (від 4,5 до 5,4 кілограма) і перемагав собак в два рази більше своєї ваги. Рекламний плакат 1821 року про його поєдинку проти 19-фунтової суки заявляє, що він був відкритий для сутичок з «будь собакою в Англії за 100 гіней вагою до 24 фунтів, що в два рази більше його ваги». За словами Леннокса:
"Його манера атаки або, скоріше, оборони полягала в першу чергу в тому, щоб показати свою спину або шию собаці і рухатися і перекидатися до тих пір, поки він не зможе схопити її лапу або груди, після чого він добирався до трахеї, дряпався і кусався , що зазвичай займало близько півтори хвилини, і якщо його супротивник не був швидко відтягнули, то його смерть була безсумнівна; мавпа мала страшний зовнішній вигляд, будучи вся вимазана кров'ю, - але це була кров тільки його суперника, оскільки міцність і гнучкість його шкури робили його непроникним для зубів собаки"..
Леннокс пише, що після кількох боїв Джакко адаптував свою техніку і розправлявся зі своїми противниками-собаками, стрибаючи прямо їм на спину і домагаючись положення, де він міг рвати їх трахеї, залишаючись при цьому поза досяжності їх щелеп. Леннокс повідомляє, що Джакко загалом переміг чотирнадцять супротивників, і рекламні плакати сповіщали, що він вже брав участь у тринадцяти матчах «з деякими з кращих собак, включаючи його бій з прекрасною Пуссі, сукою Т. Крибба, і знаменитим Оксфордом Першим». І Берклі, і Лоуренс Фітц-Барнард (запис Fighting Sports в 1922 році), тим не менш, ставлять під сумнів здатність Джакко перемогти будь-яку собаку в подібному матчі. Берклі вказує на кровотечу собаки Крибба і підкреслює прагнення авторів до перебільшення своїх повідомлень про мавпячою лютості і силі, в той час як Фітц-Барнард відхиляє можливість якихось мавп, крім найбільших, боротися проти бійцівської собаки. Фітц-Барнард стверджує, що Джакко був «звичайним актором, який ставив велику битву з ослабленою собакою. Мавпа отримувала палицю собі в допомогу...». Більшість джерел погоджуються з тим, що Джакко утримувався в невеликій клітці, коли не бився, і був прив'язаний короткої тонкої металевої ланцюжком під час переймів.

## Ідентифікація
Залишається невідомим, до якого виду мавп належав Джакко. Леннокс спочатку описує його як мавпу з Африки, але потім пише, що він належав до азіатським гиббонам:
"Джакко був виду Simiae, відомого як гібон, які сидять зі своїми передніми лапами на землі; він був попелясто-сірого або попелястого кольору, з чорними пальцями і мордою ... За зовнішнім виглядом він не був ні старим, ні потворним"..
Еган описує його як «знамениту італійську мавпу»; Умберто Куомо, який писав в Il Bulldog в 2002 році, говорить, що він, ймовірно, був мандрилом. Перед тим як Ейстроп придбав Джакко, він виставляв бабуїна на бої в Вестмінстер-Піт у спробі заробити на зростаючу славу Джакко, але, за словами Леннокса, це служило лише того, щоб підкреслити майстерність Джакко шляхом порівняння. Ні акватинта Крукшенка, ні малюнок Генрі Ейткена, що зображає боротьбу Джакко з невідомим супротивником, не докладні до такої міри, щоб визначити вид Джакко, навіть якщо вони взяті з життя (Крукшенк був більше зацікавлений у поразці глядачів, ніж в точності зображення мавпи). Лендсир у своєму малюнку цькування показує Джакко з коротким хвостом і з анотацією: «...ескіз, зроблений свого часу з нього самого», тому він повинен бути найбільш точним з усіх зображень Джакко. Ейстроп описував Джакко з «собачим ротом, набагато більшим, ніж у звичайної мавпи».
Термін Macacco був у використанні як загальний термін для мавп в той час; він прийшов від португальського слова macaco, що означає «мавпа», похідного від слова мови народу банту, яке було принесене в Бразилію, де використовувалося для опису різних типів мавп у XVII столітті. У різних авторів цей термін застосовувався для позначення різних видів, тому важко зрозуміти, які види, пологи або сімейства малися на увазі. Слово «макака» стало назвою досить великого роду мавп Старого Світу в 1799 році. Слово Jaco було специфічним назвою для лемурів, і термін «Macauco» теж часто використовувався для позначення лемурів, але немає і натяку, що Джакко був лемуром, — Леннокс спеціально відзначав це, і походження імені Джакко йому уявлялося, що йде від «Jolly Jack Tars», який перевіз його в Англію і вперше спостерігав його бойові здібності. Слава Джакко, можливо, була пов'язана з зростанням вживання слова сленгу кокни «Murkauker», що означало мавпу, у середині XIX століття (хоча це було вже застарілим в 1890 році), і «Джакко Макакко» принаймні іноді використовувалося як узагальнений термін для позначення мавпи в той же період часу. Ейстроп стверджував, що моряк, якому спочатку він належав, взяв його з «Острова Макакко».